# Klarkija
Klarkija (lat. Clarkia), biljni rod iz porodice vrbolikovke kojemu pripada četrdesetak vrsta jednogodišnjeg raslinja sa zapada Sjeverne i juga Južne Amerike. Neke vrste uvezene su u Europu i Aziju (C. pulchella)

## Vrste
1. Clarkia affinis F.H.Lewis & M.E.Lewis
2. Clarkia amoena (Lehm.) A.Nelson & J.F.Macbr.
3. Clarkia arcuata (Kellogg) A.Nelson & J.F.Macbr.
4. Clarkia australis E.Small
5. Clarkia biloba (Durand) A.Nelson & J.F.Macbr.
6. Clarkia borealis E.Small
7. Clarkia bottae (Spach) F.H.Lewis & M.E.Lewis
8. Clarkia breweri (A.Gray) Greene
9. Clarkia concinna (Fisch. & C.A.Mey.) Greene
10. Clarkia cylindrica (Jeps.) F.H.Lewis & M.E.Lewis
11. Clarkia davyi (Jeps.) F.H.Lewis & M.E.Lewis
12. Clarkia delicata (Abrams) A.Nelson & J.F.Macbr.
13. Clarkia dudleyana (Abrams) J.F.Macbr.
14. Clarkia epilobioides (Nutt.) A.Nelson & J.F.Macbr.
15. Clarkia exilis F.H.Lewis & Vasek
16. Clarkia franciscana F.H.Lewis & P.H.Raven
17. Clarkia gracilis (Piper) A.Nelson & J.F.Macbr.
18. Clarkia heterandra (Torr.) F.H.Lewis & P.H.Raven
19. Clarkia imbricata F.H.Lewis & M.E.Lewis
20. Clarkia jolonensis Parn.
21. Clarkia lassenensis (Eastw.) F.H.Lewis & M.E.Lewis
22. Clarkia lewisii P.H.Raven & D.R.Parn.
23. Clarkia lingulata F.H.Lewis & M.E.Lewis
24. Clarkia mildrediae (A.Heller) F.H.Lewis & M.E.Lewis
25. Clarkia modesta Jeps.
26. Clarkia mosquinii E.Small
27. Clarkia prostrata F.H.Lewis & M.E.Lewis
28. Clarkia pulchella Pursh
29. Clarkia purpurea (Curtis) A.Nelson & J.F.Macbr.
30. Clarkia rhomboidea Douglas
31. Clarkia rostrata W.S.Davis
32. Clarkia rubicunda (Lindl.) F.H.Lewis & M.E.Lewis
33. Clarkia similis F.H.Lewis & W.R.Ernst
34. Clarkia speciosa F.H.Lewis & M.E.Lewis
35. Clarkia springvillensis Vasek
36. Clarkia stellata Mosquin
37. Clarkia tembloriensis Vasek
38. Clarkia tenella (Cav.) F.H.Lewis & M.E.Lewis
39. Clarkia unguiculata Lindl.
40. Clarkia virgata Greene
41. Clarkia williamsonii (Durand & Hilg.) F.H.Lewis & M.E.Lewis
42. Clarkia xantiana A.Gray